# Cotyledon
Cotyledon es un género de plantas suculentas de la familia de las siemprevivas (Crassulaceae). Es un género endémico del sur de África. Comprende 431 especies descritas y de estas, solo 12 aceptadas. Esta gran diferencia se debe a que varias especies originalmente descritas como Cotyledon después se agruparon en otros taxones, principalmente en los géneros americanos Echeveria y Dudleya.

## Taxonomía
El género fue descrito en 1753 por Carlos Linneo en Species Plantarum 1: 429. La especie tipo es: Cotyledon orbiculata L.

## Especies aceptadas
A continuación se brinda un listado de las especies del género Cotyledon aceptadas hasta enero de 2014, ordenadas alfabéticamente. Para cada una se indica el nombre binomial seguido del autor, abreviado según las convenciones y usos.

## Especies
- Cotyledon adscendens R.A.Dyer
- Cotyledon barbeyi Schweinf. ex Baker
- Cotyledon campanulata Marloth
- Cotyledon cuneata Thunb
- Cotyledon eliseae van Jaarsv.
- Cotyledon orbiculata L.
- Cotyledon papillaris L. f.; Heimat: Kap
- Cotyledon pendens van Jaarsv.
- Cotyledon tomentosa Harv.
- Cotyledon velutina Hook. f.
- Cotyledon woodii Schönland & Baker f.